# Михайлово (Калининградская область)
Миха́йлово (Миха́йловка) — (до 1615 года Стриге, до 1938 года Эжернингкен, нем. Eszerningken; в 1938—1946 годах Нойпассау, нем. Neupassau) — посёлок в Гусевском городском округе Калининградской области. Является административным центром Михайловского сельского поселения. Население — 323 чел. (2010).

## География
Посёлок расположен в 7 километрах северо-западнее Гусева на берегу живописного ледникового озера Дубовское. Недалеко от Михайлово находится Майское лесничество. В посёлке имеется современный клуб, библиотека, фельдшерский пункт, магазин, общеобразовательная школа. В школе имеется оборудован компьютерный класс. Каждый год летом при школе работает детский оздоровительный лагерь дневного пребывания.

## История
Первое упоминание относится к 1565 году. В 1938 году был переименован в Нойпассау. До 1945 года Эжернингкен входил в состав адм. округа (нем. Amtsbezirk) и прихода (нем. Kirchspiel) Гервен, района (нем. Kreis) и прав. округа (нем. Regierungsbezirk) Гумбиннен, гау Надровия, Восточной Пруссии, Германия. С 1945 года входил в состав РСФСР СССР. Ныне в составе России. В 1946 году Эшернингкен был переименован в Михайловку. С 1947 года посёлок относился к Покровскому сельскому совету. 30 июня 2008 года стал административным центром образованного в ходе административной реформы в Российской Федерации Михайловского сельского поселения.

## Население
| 1910 | 1933 | 1939 | 1998 | 2002 | 2010 |
| ---- | ---- | ---- | ---- | ---- | ---- |
| 140  | ↘131 | ↘118 | ↗343 | ↘341 | ↘323 |